# Gradi dell'esercito imperiale giapponese
Di seguito, vengono elencati i distintivi di grado dell'Esercito imperiale giapponese adottati dal 1911 al 1945. Sono quindi la foggia con la quale erano riconoscibili i gradi durante la seconda guerra mondiale, al cui termine l'esercito giapponese cambiò struttura e denominazione.
Le insegne di grado vennero indossate come spalline dal 1911 al 1938, data in cui vennero modificate le divise, con le nuove che prevedevano i distintivi posti sul colletto rigido.

## Ufficiali
Le denominazioni e la sequenza gerarchica dei gradi giapponesi erano impostate nello stesso modo sia perl'Esercito imperiale che per la Marina imperiale giapponese: l'unica distinzione era la collocazione della parola Rikugun (esercito) o Kaigun (marina) prima del nome del grado. Così, per esempio, un ufficiale della Marina imperiale di grado equivalente al capitano di corvetta italiano, o al commander della Royal Navy e un maggiore dell'Esercito imperiale pari rango, venivano chiamati con lo stesso nome giapponese: shōsa. La differenza era che l'ufficiale dell'esercito era un rikugun shōsa, mentre kaigun shōsa era l'equivalente della marina. Due eccezioni venivano fatte per i gradi di colonnello (rikugun taisa) e  capitano (rikugun tai-i), rispettivamente kaigun  daisa e kaigun  dai-i in marina.
| Categorie                      | Gradi                                                       | Traduzione Italiano                          | Colletto                                                          | Spalline | Livello ordinario di comando                                                       |
| ------------------------------ | ----------------------------------------------------------- | -------------------------------------------- | ----------------------------------------------------------------- | -------- | ---------------------------------------------------------------------------------- |
| 天皇 (imperatore del Giappone) | 大元帥陸軍大将?, Daigensui-Rikugun-Taishō                   | Primo maresciallo generale di corpo d'armata |                                                                   |          | Esercito e marina                                                                  |
| 将官 (ufficiali generali)      | 元帥陸軍大将?, Gensui-Rikugun-Taishō                        | Maresciallo generale di corpo d'armata       | come il generale di corpo d'armata, più placca smaltata sul petto |          | Armata generale (ruolo: gruppo d'armata)                                           |
| 将官 (ufficiali generali)      | 陸軍大将?, Rikugun-Taishō, (Grande ufficiale dell'esercito) | Generale di corpo d'armata                   |                                                                   |          | Armata generale, armata regionale (ruolo: armata) e armata (ruolo: corpo d'armata) |
| 将官 (ufficiali generali)      | 陸軍中将?, Rikugun-Chūjō, (Medio ufficiale dell'esercito)   | Generale di divisione                        |                                                                   |          | Armata e divisione                                                                 |
| 将官 (ufficiali generali)      | 陸軍少将?, Rikugun-Shōshō, (Basso ufficiale dell'esercito)  | Generale di brigata                          |                                                                   |          | Brigata                                                                            |
| 佐官 (ufficiali superiori)     | 陸軍大佐?, Rikugun-Taisa, (Grande colonnello dell'esercito) | Colonnello                                   |                                                                   |          | Reggimento                                                                         |
| 佐官 (ufficiali superiori)     | 陸軍中佐?, Rikugun-Chūsa, Medio colonnello dell'esercito)   | Tenente colonnello                           |                                                                   |          | Reggimento e battaglione                                                           |
| 佐官 (ufficiali superiori)     | 陸軍少佐?, Rikugun-Shōsa, (Basso colonnello dell'esercito)  | Maggiore                                     |                                                                   |          | Battaglione                                                                        |
| 尉官 (ufficiali inferiori)     | 陸軍大尉?, Rikugun-Taii, (Grande tenente dell'esercito)     | Capitano                                     |                                                                   |          | Compagnia                                                                          |
| 尉官 (ufficiali inferiori)     | 陸軍中尉?, Rikugun-Chūi, (Medio tenente dell'esercito)      | Tenente                                      |                                                                   |          | Compagnia e plotone                                                                |
| 尉官 (ufficiali inferiori)     | 陸軍少尉?, Rikugun-Shōi, (Basso tenente dell'esercito)      | Sottotenente                                 |                                                                   |          | Plotone                                                                            |

## Sottufficiali e Truppa
Jun'i tende ad essere ufficiali inferiori, ma questo è un errore. È un grado corrispondente al 'Warrant officer della British Army'
| Categorie                  | Gradi                                           | Traduzione Italiano      | Colletto | Spalline | Livello ordinario di comando |
| -------------------------- | ----------------------------------------------- | ------------------------ | -------- | -------- | ---------------------------- |
| 准士官 (ruolo marescialli) | 准尉?, Jun'i, (Tenente associato dell'esercito) | Maresciallo              |          |          | Plotone                      |
| 下士官 (ruolo sergenti)    | 曹長?, Sōchō                                    | Sergente maggiore        |          |          | Plotone                      |
| 下士官 (ruolo sergenti)    | 軍曹?, Gunsō                                    | Sergente                 |          |          | Squadra                      |
| 下士官 (ruolo sergenti)    | 伍長?, Gochō                                    | Caporale                 |          |          | Squadra                      |
| 兵卒 (Truppa)              | 兵長?, Heichō                                   | Appuntato                |          |          | Squadra                      |
| 兵卒 (Truppa)              | 上等兵?, Jōtōhei                                | Soldato scelto superiore |          |          | Nessun comando               |
| 兵卒 (Truppa)              | 一等兵?, Ittōhei                                | Soldato scelto           |          |          | Nessun comando               |
| 兵卒 (Truppa)              | 二等兵?, Nitōhei                                | Soldato                  |          |          | Nessun comando               |